# 唐松站

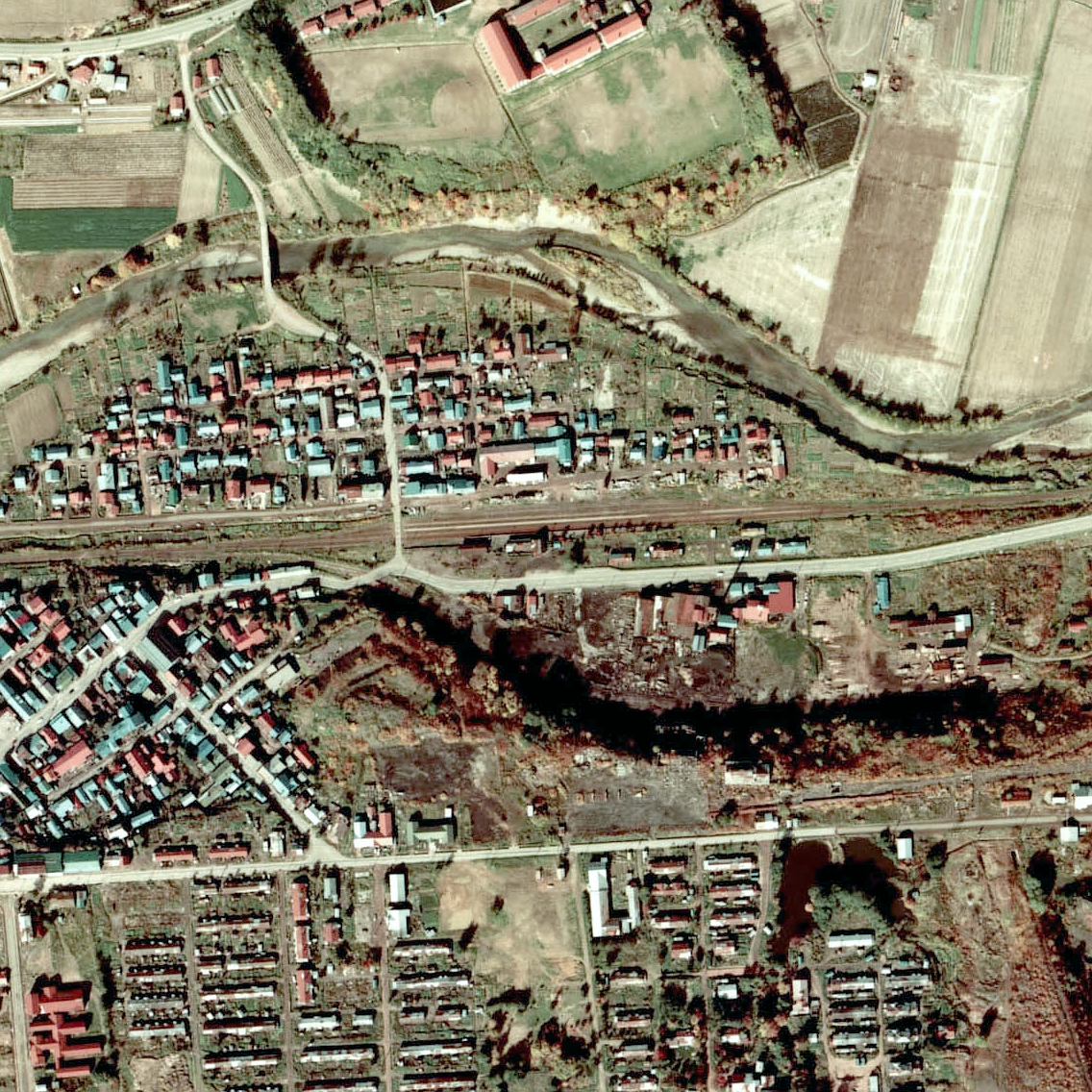
1976年的唐松站與方圓500米範圍。左邊是岩見澤方向。當時設有1面1線的單式月台，車站後方設有4條留置線。車站大樓旁邊靠近岩見澤一方設有貨物月台（缺角式月台）和引込線。曾經車站南邊高地設有北炭新幌內礦。此站靠近岩見澤一方設有平交道。圖中可看見高地的懸崖下設有專用線，該處會運送木炭。圖中懸崖上的選炭設施已經全部被撤走，只剩下殘骸。（作業中的樣子可參見國土地理院於地圖、航空相片參閲服務中，1962年拍攝的照片 MHO622-C7-40 。）
在1943年（昭和18年）關閉礦山前，住友礦業（當時）唐松礦的料斗設置於車站大樓正面，該處鋪設了石炭積込線。由於年代久遠，圖中已經看不到上述設施。

唐松站（日语：／ Tōmatsu eki */?）是位於北海道三笠市唐松町1丁目，北海道旅客鐵道（JR北海道）的幌內線車站（廢站）。隨著幌內線全線廢線，車站在1987年（昭和62年）7月13日廢除。此站為住友坂煤礦（現時：住石物料）的請願站。

## 歷史
- 1929年（昭和4年）
  - 12月15日：鐵道省（國鐵）幌內線幌內太站（後來名為三笠站）至幾春別站之間為了運送煤炭，開設了此貨運車站[2][3]。
  - 12月25日：住友坂煤礦唐松煤礦至此站後方料斗處鋪設車輪路。開始運送煤炭。（連接三笠站的馬車軌道廢除。）
- 1930年（昭和5年）8月1日：開始客運總服務，開始處理行李。成為一般車站[2]。
- 1932年（昭和7年）10月12日：昭和礦業株式會社新幌內礦業所成立（後來被北炭收購）。設置選煤場、料斗和專用線。
- 1941年（昭和16年）：車站大樓翻新。
- 1943年（昭和18年）6月：住友礦業唐松煤礦關閉。起卸線廢除。
- 1967年（昭和42年）：北炭新幌內煤礦與北炭幌內煤礦合併。連接兩方坑道並於幌內站一方運出煤炭。部分上層剩餘煤炭轉讓給北炭系列的北斗興業株式會社，新三笠炭礦成立。並使用舊新幌內煤礦設施運道煤炭至此站。
- 1973年（昭和48年）8月30日：北斗興業新三笠煤礦關閉。專用線廢除[1]。
- 1981年（昭和56年）5月25日：結束處理貨物和行李[4]。成為無人車站[5]。
- 1984年（昭和59年）2月1日：成為簡易委託車站。
- 1987年（昭和62年）
  - 4月1日：伴隨國鐵分割民營化，車站由北海道旅客鐵道（JR北海道）營運[1]。
  - 7月13日：幌內線全線廢除，此站也廢除[1][2]。

## 車站構造
截至車站廢除前，此站是地面車站，設有1面1線的單式月台。此站是無人車站。從前此站設有2面2線的相對式月台，當時設有列車交會設備。靠近車站大樓一方的1線已經被撤走。此車站大樓在北海道木製車站大樓中比較特別，以一個十分巨型的複式屋頂作為特徴，外形像古老開拓農家建築物。

## 車站周邊
- 唐松郵局
- 北海道中央巴士（日语：北海道中央バス）「唐松1丁目」巴士站

## 現況
在廢站後，很多東西都是沒有變化，漸漸變成廢墟。後來經過當地志願人士於車站周邊進行工程，車站大樓進行復修，展出紀念品和招牌，以營造當時的氣氛。

## 相鄰車站
北海道旅客鐵道
幌內線
三笠－唐松－彌生

## 注腳
1. 1 2 3 4 5  石野哲（編）. . JTB. 1998: 842. ISBN 978-4-533-02980-6 （日语）.
2. 1 2 3  今尾惠介（監修）.  1 北海道. 新潮社. 2008: 36. ISBN 978-4-10-790019-7 （日语）.
3. ↑  『官報』 1929年12月13日　鉄道省告示第270号（日語）（國立國會圖書館數碼化收藏）
4. ↑  . 官報. 1981-05-23 （日语）.
5. ↑  . 鐵道公報 (日本國有鐵道總裁室文書課). 1981-05-23: 2 （日语）.